# روبرت إل. روك
روبرت إل. روك (بالإنجليزية: Robert L. Rock)‏ هو سياسي أمريكي، ولد في 8 سبتمبر 1927 في الإسكندرية في الولايات المتحدة، وتوفي في 9 يناير 2013 في فورت لودرديل في الولايات المتحدة. حزبياً، نشط في الحزب الديمقراطي. وقد انتخب عضو مجلس نواب إنديانا.